# Ши-Ра: Принцеза моћи
Ши-Ра: Принцеза моћи (енгл. She-Ra: Princess of Power) је америчка цртана серија коју је створио студио Филмејшн као спин-оф серије Хи-Мен и господари свемира. Серија је дебитовала 1985. и приказивала се до 1986, а састојала се из две сезоне, са укупно 93 епизоде. Првих пет епизода серије су исечене из филма Хи-Мен и Ши-Ра: Тајна мача.
У Србији, Црној Гори и Босни и Херцеговини су 2008. на дечијој телевизији Хепи приказане прве 52 епизоде, синхронизоване на српски језик.
За 16. новембар 2018. је најављена и нова верзија серије - Ши-Ра и принцезе моћи, у продукцији Нетфликса и Дримворкса.